# 中原王朝
中原王朝，通常是指中國歷史上定都於中原的王朝。它既包含汉族在中原地区建立的法統王朝，也包含蒙古族和满族等其他非漢族定都于中原的王朝。
「中原王朝」在学术上有两种定义：一则以中原文明的汉人为核心的王朝国家即汉族統治的王朝，例如周、秦、汉、唐、宋、明；二则以中原汉地为核心拓展、统治者不限于汉人的王朝国家，如金、元、清。历史上，中原王朝的定义经历了从“王朝國家”到“現代國家”的转化。 
中原王朝的天下观分四层：以汉地十八省为核心的直接统治区域；通过册封、羁縻、土司间接治理的边疆；还有属于中华朝贡体系的其它国家；在此之外，则为化外之地。其核心即随疆域不断变化的天下。中原王朝的天下观往往是以中原为核心，而如满蒙的征服王朝则是以其统治者自身为核心的多元世界。
从夏直到北宋滅亡，绝大多数被视为具備統治正當性的王朝皆定都于中原，只有東晋、南宋、南明等政權例外。各个定都于中原的皇帝会自视为正统天子，包括有非漢族的后唐、后晋、后汉（五代十國时代）、鮮卑族的北魏、女真族的金、滿族的清，還有蒙古族建立的元。根据德裔學者魏復古提出的学说，非汉族王朝可再细分为「滲透王朝」和「征服王朝」，其中前者指魏晉南北朝時期入侵漢地北部所建立的政權，這些政權吸收漢文化並且最後徹底被漢化，而后者在征服中原後，選擇性漢化並且堅持本族文化的王朝，包括遼、金、元與清等非漢族民族所建的王朝。